# Jacques Toubon
Jacques Toubon, né le 29 juin 1941 à Nice, est un haut fonctionnaire, homme politique et avocat français.
Il est notamment député de 1981 à 1993, maire du 13e arrondissement de Paris de 1983 à 2001, ministre de la Culture puis de la Justice entre 1993 et 1997 et député européen de 2004 à 2009.
Il assure la présidence du conseil d'orientation de la Cité nationale de l'histoire de l'immigration de 2007 à 2014, avant d'être Défenseur des droits durant six ans, jusqu'en 2020. En décembre 2021, il devient avocat au barreau de Paris.

## Biographie

### Famille
Jacques Toubon est le fils de Pierre-Constant Toubon et de Yolande Molinas (1915-2016). Il a un frère, Robert.
Il épouse en premières noces Béatrice Bernascon (qui deviendra la seconde épouse de Philippe Séguin, puis mourra en avril 2011). En secondes noces, il épouse en 1982 l'« amie des artistes » Lise Jeanne Roberte Weiler (1933-2021),.

### Formation et débuts politiques
Licencié en droit public, diplômé de l'Institut d'études politiques de Lyon et de l'École nationale d'administration (promotion Stendhal, 1965), Jacques Toubon devient à sa sortie directeur de cabinet du préfet des Pyrénées-Atlantiques. Entre 1968 et 1972, il collabore au cabinet ministériel de l'Outre-mer, puis à ceux de Jacques Chirac, successivement aux ministères des relations avec le Parlement, de l'Agriculture, et de l'Intérieur. À la nomination de Jacques Chirac à Matignon, Jacques Toubon devient l'un de ses conseillers techniques entre 1974 et 1976.
Fidèle chiraquien, il participe à la fondation du RPR dont il est délégué national (1976-1978), puis secrétaire général adjoint (1978-1981), chargé des élections. En 1981, il se présente aux élections législatives dans la 19e circonscription de Paris. Élu député, il vote pour le premier article du projet de loi abolissant la peine de mort mais contre l'ensemble du projet de loi qui devrait inclure selon lui une révision de l'échelle des peines dans le code pénal. Le 27 juillet 1982, il vote contre l'abrogation de l'alinéa 2 de l'article 331 du Code pénal relatif aux relations homosexuelles avec les mineurs de plus de 15 ans.
Il emporte en 1983 la mairie du 13e arrondissement et devient conseiller de Paris jusqu'en 2001, et adjoint au maire jusqu'en 1998, année de sa tentative de dissidence.
En réponse au courant rénovateur à droite, Jacques Chirac met ce quadragénaire à la tête du RPR de 1984 à 1988 en tant que secrétaire général. Le 2 février 1984, il est condamné avec François d'Aubert et Alain Madelin, pour « injures ou menaces envers le président de la République française », en application de l’article 73 du règlement de l'Assemblée nationale, à une « censure simple » (privation pendant un mois de l'indemnité parlementaire), pour avoir mis en cause le comportement de François Mitterrand durant la Seconde Guerre mondiale.
Dans les années 1980, il écrit dans la revue très droitière du Club de l'horloge, Contrepoint. Il n'en annonce pas moins publiquement, quelques mois après les élections européennes de juin 1984, que son parti rejette toute alliance avec le Front national[réf. nécessaire].
Réélu à l'Assemblée nationale lors des élections législatives de 1986, qui donne lieu à la première cohabitation en portant Jacques Chirac au poste de Premier ministre, il préside la commission des lois durant deux ans.
Il est député pour la dixième circonscription de Paris en 1988.
En 1990, il faisait partie des opposants à la loi Gayssot qui a transformé en délit pénal certains cas de négationnisme. Parmi les nombreux autres opposants, il y avait notamment Simone Veil.
Il est réélu député en 1993, mais cède aussitôt sa place à son suppléant Claude Goasguen, étant nommé ministre de la Culture du gouvernement Édouard Balladur.

### Ministre de la Culture et de la Francophonie (1993-1995)
Il est nommé, le 31 mars 1993, ministre de la Culture et de la Francophonie dans le gouvernement Édouard Balladur. Le retour de la droite au pouvoir fait craindre au milieu culturel un abandon du soutien de l'État ou la favorisation d'une culture d'État[réf. nécessaire]. Toutefois, Jacques Toubon ne revient pas sur la politique de la gauche et s'inscrit dans la tradition d'André Malraux d'une politique nationale volontariste qui ne limite pas la culture aux industries de divertissement. Il affirme cette filiation lors de la ré-inauguration de la maison de la Culture d'Amiens le 9 octobre 1993, que Malraux avait inaugurée le 19 mars 1966, par un discours-programme.
Face aux Grands travaux mitterrandiens, il oriente ses actions vers la province, en déconcentrant les budgets vers les DRAC, en actant la construction de l’Auditorium de Dijon et le Centre national du costume de scène de Moulins, en rénovant les grands musées de province, à Rouen, Lyon, Lille et Strasbourg, en réactivant les conventions de développement culturel et le Fonds d'intervention culturel. Il appuie son dessein d'un aménagement culturel du territoire sur les équipements de proximité, ruraux et de banlieue[source insuffisante].
Juriste, il modernise l'organisation de l'administration culturelle[réf. nécessaire] : création des établissements publics du Grand Louvre et du Château de Versailles ; nouveaux cadres pour la Bibliothèque nationale de France, la Comédie-Française et l'Opéra de Paris ; réforme du Centre national du livre. Il nomme Jean Favier à la BNF, Hugues Gall à l'Opéra de Paris, Jean-Pierre Miquel à la Comédie-Française, ainsi que Gildas Bourdet au centre dramatique de Marseille et Jean-Louis Martinelli à Strasbourg.
Premier ministre à réunir la francophonie, vouée traditionnellement au ministère des Affaires étrangères, au ministère de la Culture, il propose, pour lutter contre le franglais, une liste complète de mots à utiliser à la place des mots anglais. Cette tentative n'est pas toujours couronnée de succès. Sa proposition est même l'objet de moqueries en son temps et la loi Toubon (loi no 94-665) pour la promotion de la francophonie est ironiquement surnommée « loi AllGood ». De plus, la loi no 94-88 du 1er février 1994 impose aux radios « qu’au moins 40 % de la totalité des chansons diffusées mensuellement entre 6 h 30 et 22 h 30 soient des chansons d’expression française ».
Dans le domaine du bâti, il signe la loi-programme pour le patrimoine et lance le projet d'un Centre national du patrimoine, au sein du palais de Chaillot. En 1994, il porte la loi sur la reprographie, visant à lutter contre le « photocopillage ».
Lors des négociations de l’Uruguay round du GATT, en 1993, il s'impose comme le défenseur de l’exception culturelle en contestant l’influence culturelle américaine. Il convainc les partenaires européens de faire prévaloir que la culture n’est pas une marchandise comme une autre et, qu’à ce titre, les produits culturels ne doivent pas être libéralisés, tout en évitant que les négociations soient rompues avec les Américains[source insuffisante].
Durant cette période, au cours de laquelle il occupe le portefeuille de la Culture, la presse note l'influence qu'exerce son épouse Lise,.

### Garde des Sceaux, ministre de la Justice (1995-1997)
Alors qu'il souhaitait prendre la succession de Jacques Chirac, nouveau président de la République, à la mairie de Paris, Jacques Toubon est ministre de la Justice de 1995 à 1997 dans les gouvernements Juppé I et II, et « numéro deux du gouvernement ».
Il a eu comme chef de cabinet , comme au ministère de la Culture, Pierre Builly, issu de l'administration préfectorale (du 18 mai 1995 au 2 juin 1997)[réf. nécessaire].
Dans le cadre de la séance de questions au gouvernement à l'Assemblée nationale, il s'oppose à l'instauration d'un contrat d'union sociale le 29 novembre 1995, arguant que « le Gouvernement n'est pas favorable parce que l'ordre public s'y oppose ».
En 1995, il s'est plaint auprès de son homologue suisse de la collaboration, qu'il trouvait trop étroite, entre les juges français et suisses  !
Fin 1995, Jacques Toubon confie à Michèle-Laure Rassat la mission de rédiger un rapport sur la réforme de la procédure pénale et la détention provisoire,.
En octobre 1996, alors que le procureur d'Évry Laurent Davenas est en vacances dans l'Himalaya, son adjoint lance une information judiciaire visant Xavière Tiberi et son rapport sur « les orientations du conseil général de l'Essonne en matière de coopération décentralisée ». Jacques Toubon et Marc Moinard affrètent un hélicoptère pour tenter de rapatrier le magistrat, mettant ainsi un sérieux doute sur l'indépendance de l'autorité judiciaire qu'ils sont censés représenter,.

### Retrait de la vie politique nationale (1997-2004)
À sa sortie de la place Vendôme, et ayant échoué à retrouver son siège de député emporté par son opposant socialiste Serge Blisko, il rejoint l'Élysée comme conseiller.
Le 6 mars 1998, face aux affaires qui touchent le maire de Paris, Jean Tiberi, Jacques Toubon annonce la création d'un groupe dissident, baptisé P.A.R.I.S (Paris-Audace-Renouveau-Initiative-Solidarité), regroupant un tiers des élus RPR-UDF, dont Bernard Pons, Anne-Marie Couderc ou encore Claude Goasguen. Le maire retire les attributions d'adjoints aux dissidents, et Jacques Toubon quitte son poste à l'Élysée. Sans soutien du président de la République et de la direction du RPR, il doit renoncer, et retrouve la majorité municipale fin mai.
Mis en examen en novembre 1999 pour « complicité de prise illégale d'intérêts », il est écarté par Philippe Séguin de la tête de liste RPR pour les municipales de 2001 dans le 13e arrondissement, et se présente en second derrière Françoise Forette. Sa liste est battue par celle du socialiste Serge Blisko, mais il conserve son mandat de conseiller de Paris. En août 2001, il est mis en examen pour « recel d'abus de biens sociaux » par la juge d'instruction parisienne Eva Joly pour l'utilisation, jugée délictuelle d'un bateau en 1993-94.
En 2002, il ne parvient pas à retrouver le siège de député qu'il avait perdu cinq ans auparavant. Il bénéficie d'un non lieu par la cour d'appel de Montpellier en février 2003.

### Député européen (2004-2009)
En 2004, Jacques Toubon est élu député européen pour l'UMP. Durant cette législature au Parlement européen, il est présent aux trois-quarts des sessions.
En 2006, Jacques Toubon est candidat à l'investiture UMP pour les deux circonscriptions (9e et 10e) du 13e arrondissement de Paris avant de finalement renoncer à briguer tout nouveau mandat national ou local.
Le 25 février 2005, Jacques Toubon est nommé président du groupement d’intérêt public de la Cité nationale de l’histoire de l’immigration. Lors du changement de statut de ce musée, le 2 février 2007, il est nommé président du conseil d'orientation de l'Établissement public du Palais de la Porte Dorée pour une durée de trois ans et est reconduit dans ces fonctions en février 2010, puis en mars 2013.
Il assure la présidence de la Fédération des ensembles vocaux et instrumentaux spécialisés (FEVIS) depuis 2011.
Désirant retrouver son fauteuil municipal du 13e arrondissement de Paris, il est écarté par les instances de l'UMP, au profit de Véronique Vasseur.
Il regrette publiquement d'avoir été écarté des listes de l'UMP aux élections européennes du 7 juin 2009, considérant que les choix ne se sont pas faits sur les compétences des candidats.

### Différentes missions politiques (2009-2014)
Nommé par le président Nicolas Sarkozy, en juin 2009, à la tête de « la mission de préparer et d'assurer la mise en œuvre d'une initiative “2010 – Année de l'Afrique” », Toubon se rend à Brazzaville en compagnie de Patrick Gaubert, président de la LICRA, lors des élections au Congo lors desquelles Denis Sassou-Nguesso est confortablement réélu. Durant toute l'année 2010, il est « secrétaire général du cinquantenaire des indépendances africaines » dont la célébration s'achève le 25 janvier 2011
Jacques Toubon a été l'un des trois membres de la mission Création et internet, chargée de formuler des propositions pour le développement de l'offre légale de services culturels en ligne. Depuis le 23 décembre 2009, par décret, il est également membre en tant que « personnalité qualifiée » de la Haute Autorité pour la diffusion des œuvres et la protection des droits sur internet (HADOPI) sur proposition conjointe des ministres Hervé Novelli et Frédéric Mitterrand.
Début 2014, il devient membre de la haute autorité présidée par la juriste Anne Levade chargée d'organiser les primaires de l'UMP en 2016, en vue l’élection présidentielle de 2017, qui voient la plus forte participation de l’histoire pour un scrutin de ce type en France, alors inédit à l’UMP. Près de 4,5 millions de personnes y participent en effet à l’automne 2016. Le scrutin est remporté par François Fillon, ex-Premier ministre de Nicolas Sarkozy. Mais au cours des mois suivants, l’UMP ne parvient pas à gagner l’élection présidentielle, François Fillon ne terminant qu’à la troisième place.

### Défenseur des droits (2014-2020)
En juin 2014, il est proposé au Parlement, par le président de la République François Hollande, pour devenir Défenseur des droits, en remplacement de Dominique Baudis, décédé. Cette proposition est critiquée par une partie de la gauche et quelques élus de droite, à cause de certaines de ses prises de positions passées et reniées,,. Il s'était par exemple opposé à la dépénalisation de l'homosexualité et à l'abolition de la peine de mort, et avait soutenu des actions anti-IVG. Le 9 juillet 2014, les commissions des lois de l'Assemblée nationale et du Sénat approuvent la nomination de Jacques Toubon au poste de défenseur des droits, qui est confirmée le jour-même par l'Élysée. Il entre en fonction le 17 juillet 2014.
Lors de son audition le 2 avril 2015 par la Commission des Lois de l’Assemblée nationale, il précise concernant le projet de loi relatif au renseignement que « la loi doit être d’une clarté et d’une précision suffisantes pour fournir aux individus une protection adéquate contre les risques d’abus de l’exécutif dans le recours aux techniques de renseignement »,,. Un an après sa nomination, son action est reconnue par ses ex-détracteurs de gauche et fait « grincer beaucoup de dents » à droite.
Dans les mois suivant les attentats de Paris, Jacques Toubon critique l'application de l'état d'urgence dénonçant un « certain nombre de dérives, ou plutôt d'approximations », reprochant à l'exécutif l'utilisation « un peu large » de mesures policières d'exception comme les assignations à résidences. Il fait aussi partie des quelques personnalités de droite hostiles à la réforme constitutionnelle autorisant la déchéance de nationalité des binationaux inculpés dans des affaires de terrorisme.
Lors de son audition le 11 avril 2018 par la Commission des Lois de l'Assemblée nationale, il est interpellé par deux députés du parti La République en marche. Rémy Rebeyrotte lui reproche une vision trop opposée au projet de loi immigration, vision qu'il juge « caricaturale » et déséquilibrée. Jacques Toubon réplique alors : « Il n'y a pas de caricature à proclamer les droits fondamentaux ! Si les droits fondamentaux sont caricaturaux, à ce moment-là il y a un problème. » Coralie Dubost lui reproche trop d'« abstraction » dans son approche ce à quoi Toubon répond : « Les droits fondamentaux, ça n’est pas dans l’éther, c’est sur les trottoirs du boulevard de la Villette ».
En janvier 2018, Jacques Toubon remet à l'Assemblée nationale un rapport recommandant entre autres le retrait des lanceurs de balles de défense de la dotation des forces chargées de l'ordre public. En janvier 2019, il s'exprime de nouveau, auprès des médias, en faveur de la « suspension » de ces armes.
À rebours de l'image qu'il avait lors de sa nomination, les diverses prises de position de Jacques Toubon comme Défenseur des droits en font ensuite une personnalité appréciée de la gauche, voire une « icône de la gauche », des ONG et des associations de défense des droits humains.
Sollicité par les avocats des parents de Vincent Lambert pour surseoir à l’interruption des soins le temps de faire appliquer les mesures provisoires demandées par le Comité des droits des personnes handicapées, Jacques Toubon refuse de se saisir du dossier le 17 mai 2019, estimant qu'il « ne lui appartient pas » de trancher.
En décembre 2021, Jacques Toubon a prêté serment en qualité d'avocat au barreau de Paris, rejoignant le cabinet Dentons comme consultant senior.
En janvier 2024, il fait partie des 201 personnalités ayant signé le manifeste, publié par L'Humanité et Mediapart, appelant à manifester contre la promulgation de la « loi immigration ».
Lors des élections législatives françaises de 2024 il se positionne plusieurs fois en faveur du Front républicain pour faire barrage au parti d'extrême droite Rassemblement national.

## Controverse
Plusieurs médias ont publié des enquêtes sur sa rémunération à la fin des années 2010, qui ont alimenté une controverse. Selon Le Canard enchaîné, le total des revenus que Jacques Toubon cumule en janvier 2019, à l'âge de 77 ans, « pourrait avoisiner les 30 000 euros mensuels », car il perçoit 15 725 euros mensuels en tant que Défenseur des droits, auxquels viennent s'ajouter « ses pensions d'administrateur civil et de conseiller d'État, ainsi que sa triple retraite d’adjoint au maire de Paris, de député et de parlementaire européen ». Le magazine Challenges annonce un salaire de 160 101 € bruts annuels en tant que Défenseur des droits, soit environ 13 300 € bruts par mois. 
Le quotidien Le Figaro détaille lui une rémunération de 10 629 euros net comme Défenseur des droits et des retraites de 11 100 euros provenant du Conseil d'État, de l'Assemblée et du Conseil de Paris, soit un revenu total de 21 729 euros mensuel. Jacques Toubon dit ne pas comprendre la polémique sur ses revenus ; selon lui, le travail de Défenseur des droits qu'il effectue est « un travail à plein temps pour lequel [il est] rémunéré conformément aux règles », rémunération à laquelle s'ajoutent les pensions de retraite dues au titre de « 44 ans au service de l'État ». Des propos qu’il clarifie le jour même sur Europe 1 : « Je me suis mal exprimé […] il y a un vrai sujet de débat. » Il dément le total de 30 000 euros estimé par Le Canard enchaîné.

## Fonctions et mandats politiques

### Mandats de député
- Député pour la 19e circonscription de Paris (21/06/1981 – 14/05/1988)
  - Président de la commission des lois de l'Assemblée nationale (1986-1987).
- Député pour la 10e circonscription de Paris (12/06/1988 – 01/05/1993, nommé membre du gouvernement ; réélu le 17/09/1995, mais reste au gouvernement)
- Député européen (2004-2009)

### Mandats locaux
- Adjoint au maire de Paris et maire du 13e arrondissement de Paris (1983-2001).
- Membre du conseil de Paris (1983-2008)

### Fonctions politiques
- Délégué national du RPR chargé des élections (1976-1978).
- Secrétaire général adjoint du RPR chargé des élections (1978-1981).
- Secrétaire général du RPR (1984-1988).
- Président du haut comité « Homme et société » du RPR 1990.

## Décorations
- Officier de la Légion d'honneur (2015)[62]
- Commandeur de l'ordre national du Mérite (2019 ; officier en 2010)[63],[64]
- Commandeur de l'ordre des Arts et des Lettres (1993)[65]

## Publications
- Pour en finir avec la peur, Paris, Robert Laffont, 1984  (ISBN 2-221-01273-9)
- Mission de préfiguration du centre de ressources et de mémoire de l'immigration, rapport au Premier ministre. Paris : la Documentation française, 2004  (ISBN 2-11-005709-2)
- L'Énergie et la passion. Jacques Toubon dialogue avec Maryvonne de Saint-Pulgent, La rumeur libre, 2022
- Je dois vous dire. Nos droits sont en danger, Stock, col. Documents, 2022  (ISBN 2234093600)

## Participations
- 2023 : Membre du Jury au Festival du documentaire sur la Justice[66]

#### Bases de données et dictionnaires
- Ressources relatives à la vie publique :   - Parlement européen
  - Base Sycomore
  - Vie publique
- Ressources relatives à la recherche :   - Akadem
  - Persée
- Ressource relative à plusieurs domaines :   - Radio France
- Notices dans des dictionnaires ou encyclopédies généralistes :   - Munzinger
  - Store norske leksikon
- Notices d'autorité :   - VIAF
  - ISNI
  - BnF (données)
  - IdRef
  - LCCN
  - GND
  - Tchéquie
  - WorldCat